# Nuoto ai campionati mondiali di nuoto 2025 - 100 metri dorso femminili
La gara di nuoto dei 100 metri dorso femminili dei campionati mondiali di nuoto 2025 è stata disputata il 28 e il 29 luglio 2025 presso il Singapore Sports Hub di Singapore. Vi hanno preso parte 56 atlete provenienti da 49 nazioni.
La competizione è stata vinta dalla nuotatrice australiana Kaylee McKeown, mentre l'argento e il bronzo sono andati rispettivamente alle statunitensi Regan Smith e Katharine Berkoff.

## Podio
| Posizione | Atleta            | Nazionalità |
| --------- | ----------------- | ----------- |
| Oro       | Kaylee McKeown    | Australia   |
| Argento   | Regan Smith       | Stati Uniti |
| Bronzo    | Katharine Berkoff | Stati Uniti |

## Programma
| Data      | Ora (UTC+3) | Turno      |
| --------- | ----------- | ---------- |
| 28 luglio | 4:02        | Batterie   |
| 28 luglio | 13:53       | Semifinali |
| 29 luglio | 13:50       | Finale     |

## Record
Prima della competizione il record del mondo e il record dei campionati erano i seguenti:
| Record mondiale       | 57"13 | Regan Smith Stati Uniti  | 18 giugno 2024 Indianapolis, Stati Uniti |
| Record dei campionati | 57"53 | Kaylee McKeown Australia | 25 luglio 2023 Fukuoka, Giappone         |

## Risultati

### Batterie
| Posizione | Batteria | Corsia | Atleta                      | Nazionalità       | Tempo   | Note |
| --------- | -------- | ------ | --------------------------- | ----------------- | ------- | ---- |
| 1         | 6        | 4      | Regan Smith                 | Stati Uniti       | 58"20   | Q    |
| 2         | 4        | 4      | Katharine Berkoff           | Stati Uniti       | 58"55   | Q    |
| 3         | 5        | 4      | Kaylee McKeown              | Australia         | 58"57   | Q    |
| 4         | 5        | 2      | Peng Xuwei                  | Cina              | 59"34   | Q    |
| 5         | 4        | 3      | Wan Letian                  | Cina              | 59"35   | Q    |
| 6         | 5        | 3      | Roos Vanotterdijk           | Belgio            | 59"37   | Q    |
| 7         | 4        | 6      | Mary-Ambre Moluh            | Francia           | 59"47   | Q    |
| 8         | 4        | 5      | Taylor Ruck                 | Canada            | 59"55   | Q    |
| 9         | 6        | 5      | Kylie Masse                 | Canada            | 59"71   | Q    |
| 10        | 6        | 2      | Hannah Fredericks           | Australia         | 59"80   | Q    |
| =11       | 5        | 5      | Carmen Weiler               | Spagna            | 59"86   | Q    |
| =11       | 6        | 3      | Marrit Steenbergen          | Paesi Bassi       | 59"86   | Q    |
| 13        | 5        | 8      | Anastasiya Shkurdai         | Atleti Neutrali A | 1'00"11 | Q    |
| 14        | 5        | 6      | Pauline Mahieu              | Francia           | 1'00"48 | Q    |
| 15        | 5        | 1      | Kim Seung-won               | Corea del Sud     | 1'00"51 | Q    |
| 16        | 4        | 7      | Alina Gaifutdinova          | Atleti Neutrali B | 1'00"56 | Q    |
| 17        | 4        | 2      | Adela Piskorska             | Polonia           | 1'00"72 |      |
| 18        | 6        | 6      | Danielle Hill               | Irlanda           | 1'00"79 |      |
| 19        | 6        | 7      | Maaike de Waard             | Paesi Bassi       | 1'00"85 |      |
| 20        | 5        | 7      | Miranda Grana               | Messico           | 1'01"10 |      |
| 21        | 4        | 1      | Anita Gastaldi              | Italia            | 1'01"20 |      |
| 22        | 6        | 1      | Hanna Rosvall               | Svezia            | 1'01"23 |      |
| 23        | 6        | 0      | Camila Rebelo               | Portogallo        | 1'01"38 |      |
| 24        | 3        | 6      | Gabriela Georgieva          | Bulgaria          | 1'01"42 |      |
| 25        | 4        | 0      | Aviv Barzelay               | Israele           | 1'01"70 |      |
| 26        | 4        | 8      | Lora Komoróczy              | Ungheria          | 1'01"80 |      |
| 27        | 5        | 0      | Schastine Tabor             | Danimarca         | 1'01"83 |      |
| 28        | 6        | 9      | Fanny Teijonsalo            | Finlandia         | 1'01"85 |      |
| 29        | 6        | 8      | Amber George                | Nuova Zelanda     | 1'02"16 |      |
| 30        | 4        | 9      | Xeniya Ignatova             | Kazakistan        | 1'02"32 |      |
| 31        | 5        | 9      | Justine Murdock             | Lituania          | 1'02"67 |      |
| 32        | 3        | 3      | Maari Randväli              | Estonia           | 1'02"75 |      |
| 33        | 3        | 7      | Cindy Cheung                | Singapore         | 1'02"79 |      |
| 34        | 3        | 4      | Levenia Sim                 | Singapore         | 1'02"80 |      |
| 35        | 3        | 1      | Andrea Berrino              | Argentina         | 1'03"29 |      |
| 36        | 3        | 2      | Zuri Ferguson               | Trinidad e Tobago | 1'03"56 |      |
| 37        | 3        | 0      | Laurent Estrada             | Cuba              | 1'03"72 |      |
| 38        | 3        | 5      | Janja Šegel                 | Slovenia          | 1'04"10 |      |
| 39        | 2        | 4      | Elizabeth Jiménez           | Rep. Dominicana   | 1'04"32 |      |
| 40        | 3        | 8      | Natalia Zaiteva             | Moldavia          | 1'04"72 |      |
| 41        | 2        | 5      | Saovanee Boonamphai         | Thailandia        | 1'04"87 |      |
| 42        | 3        | 9      | Abril Aunchayna             | Uruguay           | 1'05"15 |      |
| 43        | 2        | 6      | Anishta Teeluck             | Mauritius         | 1'05"20 |      |
| 44        | 2        | 8      | Taline Mourad               | Libano            | 1'06"21 |      |
| 45        | 2        | 3      | Carolina Cermelli           | Panama            | 1'06"25 |      |
| 46        | 2        | 2      | Amani Al-Obaidly            | Brunei            | 1'06"57 |      |
| 47        | 2        | 9      | Emilia Sandoval             | Guatemala         | 1'06"68 |      |
| 48        | 1        | 4      | Minagi Rupesinghe           | Sri Lanka         | 1'06"91 |      |
| 49        | 2        | 1      | Lara Giménez                | Paraguay          | 1'06"95 |      |
| 50        | 2        | 7      | Enkh-Amgalangiin Ariuntamir | Mongolia          | 1'07"53 |      |
| 51        | 1        | 5      | Aynura Primova              | Kirghizistan      | 1'08"05 |      |
| 52        | 1        | 6      | Parizod Abdukarimova        | Uzbekistan        | 1'08"48 |      |
| 53        | 1        | 3      | Kaila Dacruz                | Capo Verde        | 1'09"06 |      |
| 54        | 1        | 7      | Bjarta í Lágabø             | Islanda           | 1'09"15 |      |
| 55        | 2        | 0      | Erina Idrizaj               | Kosovo            | 1'09"65 |      |
| 56        | 1        | 2      | Amna Thazkiyah Mirsaad      | Maldive           | 1'13"49 |      |

### Semifinali
| Pos. | Batteria | Corsia | Atleta              | Nazionalità       | Tempo   | Note |
| ---- | -------- | ------ | ------------------- | ----------------- | ------- | ---- |
| 1    | 2        | 4      | Regan Smith         | Stati Uniti       | 58"21   | Q    |
| 2    | 2        | 5      | Kaylee McKeown      | Australia         | 58"44   | Q    |
| 3    | 2        | 2      | Kylie Masse         | Canada            | 58"66   | Q    |
| 4    | 1        | 4      | Katharine Berkoff   | Stati Uniti       | 58"79   | Q    |
| 5    | 1        | 6      | Taylor Ruck         | Canada            | 59"18   | Q    |
| 6    | 1        | 5      | Peng Xuwei          | Cina              | 59"19   | Q    |
| 7    | 2        | 6      | Mary-Ambre Moluh    | Francia           | 59"35   | Q    |
| 8    | 1        | 1      | Pauline Mahieu      | Francia           | 59"56   | SO   |
| 8    | 2        | 3      | Wan Letian          | Cina              | 59"56   | SO   |
| 10   | 1        | 3      | Roos Vanotterdijk   | Belgio            | 59"63   |      |
| 11   | 1        | 2      | Hannah Fredericks   | Australia         | 59"73   |      |
| 12   | 2        | 7      | Carmen Weiler       | Spagna            | 59"92   |      |
| 13   | 1        | 8      | Alina Gaifutdinova  | Atleti Neutrali B | 59"93   |      |
| 14   | 1        | 7      | Marrit Steenbergen  | Paesi Bassi       | 59"94   |      |
| 15   | 2        | 1      | Anastasiya Shkurdai | Atleti Neutrali A | 1'00"46 |      |
| 16   | 2        | 8      | Kim Seung-won       | Corea del Sud     | 1'00"54 |      |

### Spareggio
| Pos. | Corsia | Atleta         | Nazionalità | Tempo   | Note |
| ---- | ------ | -------------- | ----------- | ------- | ---- |
| 1    | 4      | Pauline Mahieu | Francia     | 59"28   | Q    |
| 2    | 5      | Wan Letian     | Cina        | 1'00"86 |      |

### Finale
| Pos.    | Corsia | Atleta            | Nazionalità | Tempo | Note                  |
| ------- | ------ | ----------------- | ----------- | ----- | --------------------- |
| Oro     | 5      | Kaylee McKeown    | Australia   | 57"16 | Record dei campionati |
| Argento | 4      | Regan Smith       | Stati Uniti | 57"35 |                       |
| Bronzo  | 6      | Katharine Berkoff | Stati Uniti | 58"15 |                       |
| 4       | 3      | Kylie Masse       | Canada      | 58"42 |                       |
| 5       | 7      | Peng Xuwei        | Cina        | 59"10 |                       |
| 6       | 8      | Pauline Mahieu    | Francia     | 59"48 |                       |
| 7       | 2      | Taylor Ruck       | Canada      | 59"59 |                       |
| 8       | 1      | Mary-Ambre Moluh  | Francia     | 59"60 |                       |